# Sotorribas
Sotorribas é um município da Espanha na província de Cuenca, comunidade autónoma de Castilla-La Mancha, de área 149,33 km² com população de 873 habitantes (2004) e densidade populacional de 6,27 hab/km².

## Demografia
| Variação demográfica do município entre 1991 e 2004 | Variação demográfica do município entre 1991 e 2004 | Variação demográfica do município entre 1991 e 2004 | Variação demográfica do município entre 1991 e 2004 |
| --------------------------------------------------- | --------------------------------------------------- | --------------------------------------------------- | --------------------------------------------------- |
| 1991                                                | 1996                                                | 2001                                                | 2004                                                |
| 1010                                                | 984                                                 | 955                                                 | 936                                                 |